# The Cathay
Pour les articles homonymes, voir Cathay (homonymie).
The Cathay est un centre commercial de Singapour. Ouvert en 2006, il incorpore des éléments d'un précédent immeuble, dont un cinéma classé monument historique.
Le bâtiment d'origine, inauguré en 1939, est alors présenté comme le premier gratte-ciel de Singapour et considéré comme une vitrine de la modernité. Il sert de siège à la Cathay Organisation dirigée par Loke Wan Tho qui en occupe le dernier étage. Symbole de la compagnie, il figure ainsi sur la fanfare d'ouverture des films produits par cette dernière dans leur studio de Hong Kong (Motion Picture & General Investment Company).
Le batiment est démoli puis reconstruit dans les années 2000.